# Tjulån

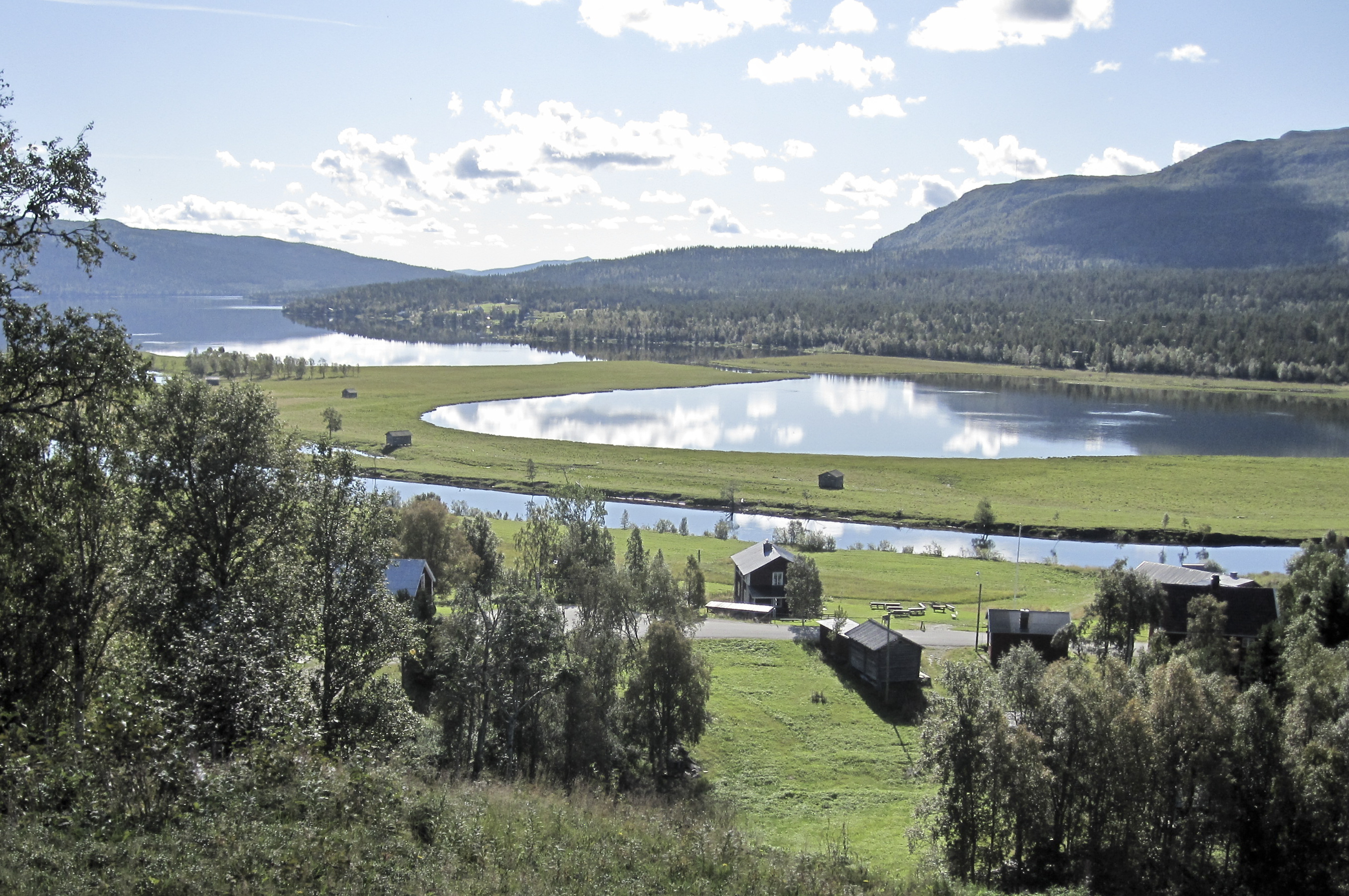
Deltat vid Tjulåns mynning i Gautsträsket vid Ammarnäs.

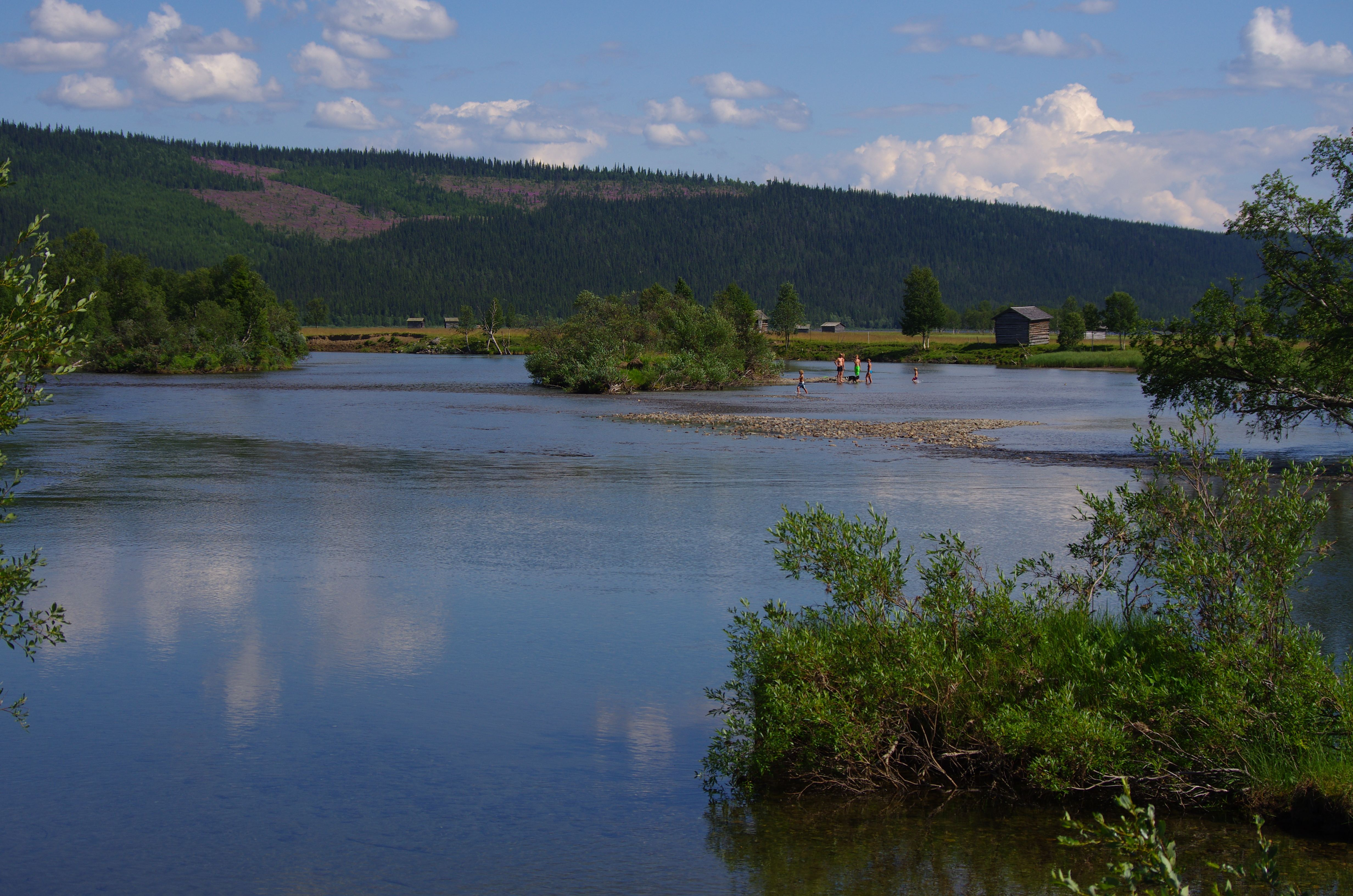
Tjulån där den genomflyter Ammarnäs.

Tjulån är ett vattendrag som rinner från Lill-Tjulträsket och Stor-Tjulträsket (umesamiska: Stuora Givnjuo) och mynnar i Gautsträsket i Vindelälven drygt sju kilometer nedströms Stor-Tjulträsket. Vid utloppet bildas ett delta som utgjort en förutsättning för ängsbruket i Ammarnäs. 
Karsbäcken mynnar i Tjulån nedströms Stor-Tjulträsket. Uppströms Tjulträsken är de viktigaste tillflödena Servvejuhka och Salvijuhka.
I Tjulån fiskas bland annat harr, öring och kanadaröding.
Längs Tjulån finns en mängd lämningar från förhistorisk fångstkultur, framför allt boplatslämningar och fångstgropssystem.